# Estación de San Nicasio
San Nicasio es una estación de la línea 12 del Metro de Madrid situada en la confluencia de la parte antigua y el ensanche del barrio homónimo de Leganés. La estación abrió al público el 11 de abril de 2003.

## Accesos
Vestíbulo San Nicasio
- Avenida del Mar Mediterráneo Avda. Mar Mediterráneo, s/n (junto a puente Ctra. Alcorcón a Leganés)
- La Encina C/ La Encina (junto a residencia de estudiantes)
- Ascensor Avda. Mar Mediterráneo, s/n

## Líneas y conexiones

### Metro
| << cabecera | < estación      | línea | estación >     | cabecera >> |
| ----------- | --------------- | ----- | -------------- | ----------- |
| circular    | Leganés Central |       | Puerta del Sur | circular    |

### Autobuses
| Diurnos                               |                                     |                                                                 |                           |
| Autobuses con cabecera en San Nicasio |                                     |                                                                 |                           |
| Línea                                 | Destino                             | Parada                                                          | Operador                  |
| 487                                   | Madrid (Aluche)                     | 18305 Encina-San Nicasio                                        | Martín, S.A.              |
| 488                                   | Getafe (Getafe Norte)               | 18331 Río Guadiana-San Nicasio                                  | Martín, S.A.              |
| Autobuses pasantes en San Nicasio     |                                     |                                                                 |                           |
| Línea                                 | Destino                             | Parada                                                          | Operador                  |
| 450                                   | Alcorcón                            | 18338 Av. Alcorcón-Danubio                                      | Avanza Movilidad Integral |
| 450                                   | Getafe                              | 18310 Av. Alcorcón-Cantabria                                    | Avanza Movilidad Integral |
| 482                                   | Madrid (Aluche)                     | 18310 Av. Alcorcón-Cantabria                                    | Martín, S.A.              |
| 482                                   | Leganés (Arroyo Culebro)            | 18309 Río Sena-Río Guadiana                                     | Martín, S.A.              |
| 486                                   | Leganés (Valdepelayo)               | 12572 Palmera-Violeta Parra (sentido Avenida de América Latina) | Martín, S.A.              |
| 486                                   | Madrid (Oporto)                     | 12575 Palmera-Violeta Parra (sentido Calle de la Encina)        | Martín, S.A.              |
| Nocturnos                             |                                     |                                                                 |                           |
| Línea                                 | Destino                             | Parada                                                          | Operador                  |
| N802                                  | Leganés (Vereda de los Estudiantes) | 15606 Av. Mar Mediterráneo-Río Urbión                           | Martín, S.A.              |